# Nannopopillia overlaeti
Nannopopillia overlaeti är en skalbaggsart som beskrevs av Ohaus 1936. Nannopopillia overlaeti ingår i släktet Nannopopillia och familjen Rutelidae. Inga underarter finns listade i Catalogue of Life.